# Bunaea
Genre
Bunaea est un genre de lépidoptères (papillons) de la famille des Saturniidae.

## Liste des espèces
- Bunaea alberici Dufrane, 1953
- Bunaea alcinoe Stoll, 1780
- Bunaea tricolor Rothschild, 1895